# 天主教馬薩卡拉拉-蓬特雷莫利教區
天主教馬薩卡拉拉-蓬特雷莫利教區（拉丁語：Dioecesis Massensis-Apuana）是天主教會在義大利的一個教區。屬比薩總教區。

## 歷史
蓬特雷莫利教區成立於1797年7月4日。
馬薩教區則成立於1822年2月18日。1855年8月22日馬薩教區從比薩總教區改屬於摩德納總教區。1926年4月23日又歸還比薩管轄。1939年7月20日易名阿普阿尼亞教區。1986年9月30日恢復原名。
1988年6月23日兩個教區合併並組成新的教區。

## 現況
教區位於馬薩-卡拉拉省，教座位於馬薩。2004年有教友197,000人，佔轄區總人口99.0%。教區下轄244個堂區，有172名司鐸。現任教區主教為若望·桑圖西。